# Morro do Voturuá
O Morro do Voturuá, também conhecido como Morro da Asa Delta, Morro do Itararé ou Morro do José Menino, é um morro situado no município brasileiro de São Vicente, no estado de São Paulo. Possui uma altitude de 180 metros, permitindo uma ampla visão dos municípios de Cubatão, Guarujá, Praia Grande, Santos e São Vicente.
O morro é conhecido como Morro da Asa Delta pois é frequentado por adeptos de esportes radicais, sendo o ponto de partida de voos de Asa-delta e de Parapente.
Em 2002, começou a operar o Teleférico de São Vicente, que liga a Praia do Itararé ao alto do morro.